# 约瑟夫·巴里瓦
约瑟夫·巴里瓦（波蘭語：Józef Baryła，1924年11月21日—2016年8月4日），是波兰军队的中将，波兰国防部副部长、波兰救国军事会议委员、波兰统一工人党中央委员会委员、波兰驻叙利亚、约旦大使。